# Мурованое (Самборский район)
Мурованое (укр. Муроване, пол. Laszki Murowane — Ляшки Муроване) — село в Хыровской городской общине Самборского района Львовской области Украины на реке Стрвяж.
Население по переписи 2001 года составляло 689 человек. Население по данным сайта postcode.in.ua составляет 501 человек. Занимает площадь 1,388 км². Почтовый индекс — 82055. Телефонный код — 3238.

## История
Первое упоминание о данном населённом пункте датируется 1374 годом, как о владении рыцарей Гербуртовых, приехавших из Моравии, юридически закреплённом за ними князем Владиславом Опольчиком.
В 16-м веке Ляшки Мурованы принадлежали известной польской дворянской фамилии Тарло герба «Топор».
Тарло построили в Ляшках Мурованых родовой замок; в 1531 году там поселился Анджей Тарло.
Ляшки Мурованы, наряду с некоторыми другими владениями, стали так называемым вяно (пол. wiano — подарок на свадьбу) брака Ядвиги Тарло и Юрия Мнишека.
До 1815 года Ляшки Мурованы принадлежали роду Мнишеков.
После раздела Польши в 1772 году Ляшки в составе Королевства Галиции и Лодомерии отошли к Священной Римской империи. После событий 1804—1815 годов (наполеоновские войы, распад империи) Королевство Галиции и Лодомерии вошло в состав обломка Священной римской империи — Австро-Венгрии.
В результате войн 1914—1921 годов (первая мировая, польско-украинская, советско-польская) Ляшки Мурованы опять вошли в состав Польши. Перед второй мировой войной Ляшки Мурованы относились к Старосамборскому повету Львовского воеводства Польши. До 1934 Ляшки были одновременно центром двух общин (пол. gmina) «город Ляшки Мурованы» и «село Ляшки Мурованы». А с 1 августа 1934 года Ляшки Мурованы были отнесены к общине Фельштын.
С 4 декабря 1939 село отнесено к Старосамборскому району Львовской области Украинской ССР Союза ССР.
В 1946 году указом ПВС УССР село Ляшки-Мурованы переименовано в Мураваное.

## Памятники архитектуры
- Руины замка Мнишеков[укр.]
- Костёл Непорочного Зачатия Пресвятой девы Марии и Св. мученика Георгия 18 в.

## Известные уроженцы
- Марина Мнишек — дочь сандомирского воеводы Ежи Мнишека, жена Лжедмитрия I, коронованная в мае 1606 года как русская царица.